# Pimpinella betonicaefolia
Pimpinella betonicaefolia är en flockblommig växtart som beskrevs av Carl Ludwig von Willdenow och Carl Friedrich von Ledebour. Pimpinella betonicaefolia ingår i släktet bockrötter, och familjen flockblommiga växter. Inga underarter finns listade i Catalogue of Life.